# Arved Bengtsen
Arved Bengsten eller Arvid Bengtsen var en af de ni, der blev dømt fredløse for mordet på Erik Klipping i Finderup lade i 1286. Han var væbner og var den eneste af de ni, der blev dømt for selve mordet, da de andre otte blot blev beskyldt for meddelagtighed i drabet. I ældre kilder antydes det, at kongen blev dræbt af nogle lejemordere under ledelse af Arvid.
Sammen med de andre fredløse flygtede han til Norge efter domsfældelsen.